# Невілл Сенак
Сер Еммануел Невілл Сенак (англ. Sir Emmanuel Neville Cenac, нар. 24 листопада 1939, Лаборі) — колишній генерал-губернатор Сент-Люсії 12 січня 2018 року. — 11 листопада 2021.

## Біографія
Брат Вінстона Сенаки, що в 1981—1982 роках який обіймав посаду прем'єр-міністра Сент-Люсії як голова Лейбористської партії Сент-Люсії. Після відставки брата і наступних виборів, на яких лейбористи зазнали поразки, очолив партію і став офіційним лідером опозиції. На цій посаді в грудні 1982 року виступив проти відставки генерал-губернатора Боселла Вільямса, якого новий глава уряду Джон Комптон звинуватив у перевищенні повноважень, оскільки той відкинув бюджет, запропонований двома роками раніше урядом Аллана Луїзі (однопартійця Сенакі), що призвело до відставки останнього.
В 1987 році після невдачі лейбористів на чергових парламентських виборах Сенак перейшов до лав правлячої консервативної Об'єднаної робітничої партії та обійняв в уряді Комптона посаду міністра закордонних справ. Потім в 1993—1997 роках був головою Сенату.

## Нагороди
- 18. січня 2018: нагороджено Орденом Святого Михайла і Святого Георгія[6]
- 2018: лицар ордену Сент-Люсії[en][7]